# Kanton Levie
Der Kanton Levie war bis 2015 ein französischer Wahlkreis im Arrondissement Sartène, im Département Corse-du-Sud und in der Region Korsika. Sein Hauptort war Levie.
Der Kanton war 284,66 km² groß und hatte 3336 Einwohner (Stand: 1999).

## Gemeinden
| Gemeinde              | Einwohner | Code postal | Code Insee |
| --------------------- | --------- | ----------- | ---------- |
| Carbini               | 100       | 20170       | 2A061      |
| Levie                 | 696       | 20170       | 2A142      |
| San-Gavino-di-Carbini | 738       | 20170       | 2A300      |
| Zonza                 | 1802      | 20124       | 2A362      |